# بو جبرائيل
 بو جبرائیل  بالفارسية  بوجبرائیل  قرية صغيرة تتبع بلدة شيبكوه (بالفارسية: بخش شيبكوه ) من توابع مدينة لنجة وتقع في محافظة هرمزگان في جنوب إيران. تقع هذه القرية على بعد 6 كيلومترات غرب قرية نخل جمال.

## حدود قرية بو جبرائیل
حدود قرية بو جبرائیل، من الشمال: ار میله ، ومن الجنوب قرية نخل خلفان ، ومن الغرب قرية سکروه ، ومن جهة الشرق تنتهي بقرية نخل جمال.

## تاسكان
يبلغ عدد سكان هذه القرية حسب تعداد السكان لعام 2006 للميلاد، (35) نسمه من أهل السنة والجماعة وعلى المذهب الشافعي. يتكلون الفارسية باللهجة المحلية، لهم
مسجد، ومدرسة، وعيادة صحية صغيرة، وبركتان لحفظ مياه الأمطار ، يمتهنون بتربية المواشي والزراعة، ولهم أراضي زراعية خصبة، وعين ماء.
يمتهنون بمهنة الزراعة وتربية المواشي.